# Поповнин, Никита Викторович
Ники́та Ви́кторович Попо́внин (род.20 октября 1984, Москва, РСФСР, СССР) — гидрометеоролог, российский журналист, телеведущий. Лауреат национального телевизионного конкурса «ТЭФИ-Регион» (2011).

## Биография
Родился в Москве, в семье исследователя ледников, окончил Московский государственный университет (географический факультет). Учился в аспирантуре РАН с 2007 по 2010.
Начинал карьеру на телеканале Дождь.
С 2014 по 2018 вел авторскую программу «М24: И о погоде» на телеканале Москва24.
С 2017 по 2018 вел авторскую программу «Климат» на телеканале Москва24.
С 2014 по 2022 работал штатным метеорологом телеканала Москва 24.
С 2022 ведёт авторский проект "Погода 360" на телеканале 360.

## Семья
Отец — Виктор Владимирович Поповнин, гляциолог, преподаватель географического факультета МГУ. Жена - Алиса Муравьёва, журналист телеканала Москва 24

## Хобби
Увлекается спортом и в особенности экстремальными видами: сёрфингом, горными лыжами, фридайвингом.

## Награды и премии
2011 — Национальная телевизионная премия «ТЭФИ-Регион» в номинации "Ведущий телевизионной программы «Прогноз погоды»